# Taça Europeia de Andebol de 1961–62
A Copa Europeia de Handebol de 1961–62 foi a quarta edição da principal competições de clubes de handebol da Europa. 
Na final o Frisch Auf Goppingen venceu por 13–11 o Partizan.

## Fases

### Rodada 1
| Equipe 1          | Resultado | Equipe 2             |
| ----------------- | --------- | -------------------- |
| BM Granollers     | 28–13     | Stade Marocain Rabat |
| WKS Slask Wroclaw | wo        | Spartacus Budapest   |
| Niloc Amsterdam   | 27–10     | Fola Esch            |
| Burevestnik Kiev  | 26–11     | Arsenal Helsinki     |

### Oitavas-de-finais
| Equipe 1                 | Resultado | Equipe 2          |
| ------------------------ | --------- | ----------------- |
| Frisch Auf Goppingen     | 34–7      | ROC Flemallois    |
| Bataillon Joinville      | 19–9      | BM Granollers     |
| Dukla Praha              | 39–16     | WKS Slask Wroclaw |
| SC DHfK Leipzig          | 9–7       | Dinamo Bucuresti  |
| Nordstrand               | 16–22     | AGF Aarhus        |
| Vikingaernas Helsingborg | 27–19     | Burevestnik Kiev  |
| BSV Bern                 | 24–17     | Niloc Amsterdam   |
| Partizan Bjelovar        | 33–21     | ATSV Linz         |

### Quartas-de-finais
| Equipe 1            | Resultado | Equipe 2                 |
| ------------------- | --------- | ------------------------ |
| Bataillon Joinville | 8–11      | Frisch Auf Goppingen     |
| Dukla Praha         | 19–18     | SC DHfK Leipzig          |
| AGF Aarhus          | 21–19     | Vikingaernas Helsingborg |
| BSV Bern            | 10–18     | Partizan Bjelovar        |

### Semi-finais
| Equipe 1             | Resultado   | Equipe 2    |
| -------------------- | ----------- | ----------- |
| Frisch Auf Goppingen | 13–8        | Dukla Praha |
| Partizan Bjelovar    | 14–13 (aet) | AGF Aarhus  |

### Final
| Equipe 1             | Resultado | Equipe 2          |
| -------------------- | --------- | ----------------- |
| Frisch Auf Goppingen | 13–11     | Partizan Bjelovar |